# Italo Gamberini
Italo Gamberini (Firenze, 21 settembre 1907 – Firenze, 14 novembre 1990) è stato un architetto italiano.

## Biografia
Si laurea alla allora Scuola Superiore di Architettura di Firenze nel 1932, dove inizia l'attività didattica come assistente volontario di Raffaello Brizzi. Con la sua tesi di laurea concepì la base del progetto del nuovo fabbricato viaggiatori della Stazione di Firenze Santa Maria Novella, realizzato tra il 1932 e il 1935 dal Gruppo Toscano, formato da Nello Baroni, Pier Niccolò Berardi, Sarre Guarnieri, Leonardo Lusanna, Giovanni Michelucci. Dal 1945 è professore incaricato per la cattedra di Elementi di architettura e rilievo dei monumenti fino al 1961, quando diventa professore di ruolo. Dal 1965 è titolare anche della cattedra di Composizione architettonica IV e V fino al 1977 come professore ordinario e successivamente fino al 1982 come professore fuori ruolo.
Attivo soprattutto a Firenze e in Toscana, Gamberini ha progettato l'Edificio BICA, la Sede regionale della RAI di Firenze, l'Archivio di Stato di Firenze, il Centro per l'arte contemporanea Luigi Pecci di Prato e la Facoltà di Medicina Veterinaria di Pisa.

## Opere
- Progetto per il nuovo fabbricato viaggiatori della stazione di Firenze Santa Maria Novella (tesi di Laurea), 1932
- Nuovo fabbricato viaggiatori della stazione di Firenze Santa Maria Novella, 1932-1935 (in collaborazione con N. Baroni, P. N. Berardi, S. Guarnieri, L. Lusanna, G. Michelucci)
- Villa sui colli fiesolani, 1933
- Cinema-teatro Solvay, Rosignano Solvay, 1937
- Edificio per abitazioni, Firenze, via Bolognese, via Trieste, 1937
- Sede della Società Singer, Firenze, via Cittadella, 1937
- Villa Sguanci, San Domenico (Fiesole), 1942
- Allestimento della mostra "Firenze distrutta", Firenze, palazzo Strozzi, 1945
- Nuovo ponte alla Vittoria, Firenze, 1945-1946 (in collaborazione con N. Baroni, L. Bartoli, M. Focacci, C. Maggiora)
- Edificio per abitazioni, Firenze, viale Giovanni Milton, 1946
- Edificio per uffici, Firenze, via del Giglio, 1947
- Stabilimento industriale Società Mercantile, Firenze, viale Corsica, 1947
- Edificio per abitazioni, uffici e negozi, Firenze, via Por Santa Maria angolo borgo Santi Apostoli, 1948
- Edificio per abitazioni per le Assicurazioni Generali di Venezia, Firenze, via de' Bardi, 1950
- Padiglione espositivo alla Mostra-mercato internazionale dell'artigianato, Firenze, 1953
- Villa Gamberini, Firenze, via S. Bernardino da Siena, 1953
- Villa Pecchioli, Le Focette, 1954
- Cinema Italia, Firenze, via Nazionale, 1955
- Edificio per abitazioni, Firenze, via Marsilio Ficino, 1956
- Edificio per abitazioni dipendenti Poste, Pistoia, via Domenico Cimarosa 7, 1956
- Edificio per abitazioni e uffici, Firenze, via Luigi Alamanni angolo via Jacopo da Diacceto, 1957
- Edificio BICA per uffici, negozi e garage, Firenze, via Nazionale, 1957-1959 (in collaborazione con P. Fici)
- Scuola elementare Aristide Gabelli, Grosseto, via Sicilia 16, 1958-1960
- Chiesa di San Ranieri nel quartiere CEP, Pisa, Barbaricina, 1960-1971
- Sede della Facoltà di Medicina veterinaria dell'Università degli Studi, Pisa, via B. Buozzi, 1961-1964
- Centro commerciale, uffici e abitazioni, Bologna, viale Masini, 1961-1964 (in collaborazione con L. Macci, A. Grassellini)
- Edificio per uffici e negozi, Firenze, viale Spartaco Lavagnini, 1962 (in collaborazione con L. Macci)
- Edificio BICA, Milano, via A. Appiani angolo via G. Parini, 1962 (in collaborazione con L. Macci, A. Bambi)
- Edificio a piastra e torre, Montecatini Terme, via G. Matteotti angolo via S. Martino, 1963-1967 (in collaborazione con L. Macci, L. Peracchio)
- Sede Regionale RAI, Firenze, via Aretina, lungarno C. Colombo, 1962-1967 (in collaborazione con L. Macci, A. Bambi, L. Peracchio, S. Barsotti)
- Complesso residenziale De Angeli-Frua, Milano, piazza De Angeli-Frua, 1963 (in collaborazione con L. Macci, V. Somigli)
- Ristrutturazione del Cinema Apollo, Firenze, via Nazionale, 1964 (in collaborazione con L. Macci, A. Bambi)
- Sede del Monte dei Paschi, Arezzo, corso Italia, 1964 (in collaborazione con A. Bambi)
- Edificio per abitazioni, uffici e negozi, Prato, viale Vittorio Veneto, 1966
- Edificio per uffici, Milano, via San Giovanni sul Muro angolo via Porlezza, 1970 (in collaborazione con L. Macci, A. Bambi)
- Restauro di palazzo Orlandini del Beccuto per la sede del Monte dei Paschi, Firenze via dei Pecori, 1970-1973 (in collaborazione con Loris Macci, A. Bambi)
- Edificio per abitazioni e uffici, Milano, via Trivulzio, 1972
- Sede dell'Archivio di Stato, Firenze, viale Giovine Italia, viale Giovanni Amendola, viale Duca degli Abruzzi, 1972-1988 (in collaborazione con L. Macci, F. Bonaiuti, R. Vernuccio)
- Hotel Brunelleschi, Firenze, via Santa Elisabetta, 1974-1988 (in collaborazione con A. Bambi)
- Centro per l'arte contemporanea Luigi Pecci, Prato, viale della Repubblica, 1978-1989 (in collaborazione con A. Bambi, G. Faccioli)
- Riordinamento dello stadio Comunale, Firenze, 1984-1990 (in collaborazione con L. Macci, E. Novelli, G. Slocovich)
- Progetto per il nuovo stadio di atletica, Firenze, 1987 (in collaborazione con L. Macci, E. Novelli, G. Slocovich)

## Archivio personale
Le carte di Gamberini sono state depositate all'Archivio di Stato di Firenze. Presso la sede di Architettura della Biblioteca di Scienze Tecnologiche, Università degli Studi di Firenze è conservato un fondo costituito dalla documentazione sull’operosità didattica, professionale e scientifica presentata da Gamberini per il Concorso per la cattedra di Elementi di Architettura e Rilievo dei Monumenti presso la Facoltà di Architettura dell’Università di Palermo del 1961.